# Corpus philosophorum medii aevi
Il Corpus philosophorum medii aevi è un progetto diretto da William David Ross, che si occupa di censire i testi filosofici tradotti dalle lingue straniere in latino durante il Medioevo. Il progetto fu proposto nel 1929 a Cracovia da Konstanty Michalski, membro dell'Accademia polacca delle scienze.
Dell'elenco riportato di seguito, solo i due volumi sulla filosofia bizantina contengono esclusivamente testi greci:
- 9.1  Corpus Platonicum Medii Aevi (include Plato Latinus e Plato Arabus)
- 9.1.1 Plato Latinus
- 9.1.2 Plato Arabus
- 9/2a Aristoteles Latinus
- 9/2b Aristoteles Semitico-Latinus
- 9/3 Avicenna Latinus
- 9/4 Averrois Opera
- 9/5 Arnau de Villanova
- 9/6 Philosophorum Medii Aevi Opera Selecta
- 9/7a Philosophi Byzantini
- 9/7b Commentaria in Aristotelem Byzantina.